# Les Négriers
Pour plus de détails, voir Fiche technique et Distribution.
Les Négriers (Addio zio Tom) est un film italien, sorti en 1971 des réalisateurs associés Gualtiero Jacopetti et Franco Prosperi, qui avec Paolo Cavara ont été les initiateurs du genre mondo movie.

## Histoire
Le film a été tourné quelques années après Africa addio, à l'origine de polémiques idéologiques, dues à la description des difficultés en tous genres du continent africain après la fin du colonialisme européen.
Les Négriers a été tourné aux États-Unis et en Haïti grâce au dictateur François Duvalier (Papa Doc, mort l'année de sa sortie) qui accorda le statut de corps diplomatique à la troupe entière pour les dix huit mois du tournage, et autant de figurants qu'ils le désiraient.

## Contenu
Contrairement à la construction documentaliste de l'actualité contemporaine décrite dans Africa addio, Jacopetti et Prosperi révèlent aussitôt au spectateur qu'il se trouve en présence d'une représentation de fiction: Les Négriers est un « documentaire de l'histoire » qui se déroule aux États-Unis sous la période esclavagiste du XIXe siècle, filmée par les deux auteurs modernes à partir d'un hélicoptère, projetés dans le passé et aux prises avec des étranges personnages tous concernés par le trafic d'hommes ou de femmes africaines.
Le film se présente comme une satire sociale de l'Amérique du XIXe siècle

## Fiche technique
- Titre français : Les Négriers
- Titre original : Addio zio Tom
- Titre anglais : Goodbye Uncle Tom
- Réalisation : Gualtiero Jacopetti, Franco Prosperi
- Scénario : Gualtiero Jacopetti, Franco Prosperi
- Production : Angelo Rizzoli
- Maison de production : Euro International Film
- Pays : Italie
- Genre : Dramatique, Mondo
- Durée : 140 minutes
- Année de sortie : 1971
- Acteur :
 Gualtiero Jacopetti: lui-même
Franco Prosperi: lui-même
- Photographie : Claudio Cirillo, Antonio Climati, Benito Frattari
- Montage : Gualtiero Jacopetti
- Musique : Riz Ortolani

## Accueil
Le film a été accusé d'être une vitrine pour le racisme et prônant le néo-esclavagisme à cause de la multitude de personnages de couleur, souvent dénudés mise à disposition par le dictateur haïtien.
Le film étant jugé choquant a été immédiatement interdit de sortie en salles dans sa version d'origine en 1971 : Censure, mise sous scellés, puis de nouveau remontage et rediffusion sous le titre Zio Tom. La nouvelle version s'étant attirée l'unanimité des protestations obligea le distributeur à la retirer rapidement du circuit.
Le « director's cut » (140 minutes environ) est maintenant disponible en DVD (édité par Blue Underground) dans certaines éditions étrangères dont The Mondo Cane Collection, sorti aux États-Unis qui comporte aussi l'édition complète de Mondo cane, Mondo cane 2, La donna nel mondo, Africa addio et le documentaire The Godfathers of Mondo, sur la carrière des deux réalisateurs de mondo movie.
La bande sonore du film est de Riz Ortolani, collaborateur de Jacopetti et Prosperi depuis Mondo cane.